# ピアノ三重奏曲 (クララ・シューマン)
ピアノ三重奏曲（ピアノさんじゅうそうきょく）ト短調作品17は、クララ・シューマンが1846年に完成させたピアノ三重奏曲。彼女の唯一のピアノ三重奏曲である。

## 概要
作曲は1845年から1846年にかけてドレスデンで進められた。本作の作曲中は、彼女は私生活で困難に見舞われていた。この頃は第4子を妊娠中のためピアニストとして舞台に立つことが出来ず、夫のロベルトはひどく健康を害していた。曲はロベルトの療養の試みのために訪れていたノルダーナイ島にて、1846年の夏に完成を迎えた。ノルダーナイ島ではロベルトは健康を回復したが、クララはお腹の子を流してしまっている。また、上述の第4子エミールは1847年に1歳わずかで他界している。
このピアノ三重奏曲の作曲から1年後に、ロベルトは自らのピアノ三重奏曲第1番を書き上げた。これら2つの作品には興味深い共通点が多数あることから、クララの作品がロベルトのトリオに大きな影響を与えたものと目されている。事実、一家の日記にクララの作品からの影響があったことが明かされている。コンサートでは2人の作品が合わせて演奏されることが多く、ロベルトの生前から既にそのような習慣となっていた。しかし、ロベルトの三重奏曲を前にしたクララは、次第に自作への自信を喪失していってしまうことになる。
クララの作品には30曲のリート、コラール、ピアノ独奏曲、ピアノ協奏曲、室内楽曲、管弦楽曲がある。このピアノ三重奏曲はその中でも「傑作」であろうと言われている。ピアノ、ヴァイオリン、チェロのために書かれた本作は、クララにとって初めてピアノ伴奏歌曲以外の楽器のために音楽を書くという挑戦でもあった。本作には演奏に出られなかった期間に取り組んだ対位法研究の成果が盛り込まれている。

## 演奏時間
約28分。

## 楽曲構成
全4楽章で構成される。

### 第1楽章
Allegro moderato 4/4拍子 ト短調
ソナタ形式。楽章を通じ、各楽器は非常に巧みに取られた調和の上に、各々の独奏場面を得ている。この楽器間の均衡から、自身はピアニストでありながらもシューマンがこれらの3つの楽器の扱いに優れた理解を有していたことは明らかである。序奏を置かず、ヴァイオリンから第1主題が提示される（譜例1）。
譜例1
付点のリズムに支配される経過となり、第2主題への準備が行われる。第2主題は変ロ長調で提示されていき、第1主題に比べて軽く、和音を用い、シンコペーションを伴うものとなっている（譜例2）。
譜例2
簡潔なコデッタがあり、提示部の繰り返しとなる。展開部は第1主題を用いて行われるが、ここではバッハを研究して得たものが発揮され、対位法的に声部が組み立てられていく。二音のペダルポイントに乗って展開部を終えると、ヴァイオリンが譜例1を奏して再現部となる。第2主題はト長調で続き、譜例1を用いたコーダで速度と音量を増して勢いよく楽章を結ぶ。

### 第2楽章
Scherzo: Tempo di menuetto 3/4拍子 変ロ長調
スケルツォ部は第1楽章の平行調である変ロ長調で書かれており、遅く、優雅で冗談めいたことを意味するテンポ・ディ・メヌエットでの演奏が指定されている。シューマンはベートーヴェン風の力強く急速な楽曲ではなく、スケルツォという言葉の原義に忠実に、おどけた雰囲気の音楽としたのである。
ピアノが和音を奏してチェロがピッツィカートで旋律を伴奏する一方、ヴァイオリンがメロディーを受け持って開始する。譜例3に見られる付点のリズムはスコッチ・スナップと呼ばれるもので、これがミンストレル・ショーを思わせる特徴を有することから、彼女がアメリカ合衆国から帰国した人が持ち帰った音楽を聴いたのではないか、という想像がなされる。
譜例3
スケルツォは前半後半を反復し、トリオに入ると変ホ長調へと転じる（譜例4）。スケルツォ部よりも抒情的で、ためらいがちな雰囲気を持つ。
譜例4
スケルツォへと戻り、最後は音量を減じながら楽章を終える。

### 第3楽章
Andante 6/8拍子 ト長調
8小節のピアノの独奏で幕を開ける（譜例5）。「ほろ苦い」と形容可能な主題ではあるが、付された和声は精彩を欠いていると評される。まもなくヴァイオリンが主題を歌い継ぎ、チェロへと引き渡される。
譜例5
楽章中盤では全ての楽器が付点のリズムを奏で、曲の情感に対比を生み出している。ヴァイオリンが譜例6を奏し、チェロが引き受ける。
譜例6
譜例5の再現はチェロが担当し、ピアノのアルペッジョの上に歌われる。簡潔な結尾が置かれて静かに幕が下ろされる。

### 第4楽章
Allegretto 2/4拍子 ト短調
ソナタ形式。この楽章は劇的性格の強さの点で第1楽章に通じている。序奏なしにヴァイオリンが提示する第1主題は、先行楽章のように暗い性格を有している（譜例7）。
譜例7
ニ長調の第2主題はピアノと弦楽器が交代しながら提示していく（譜例8）。この主題は第2楽章の譜例3を暗示しているようでもある。
譜例8
コデッタでクライマックスを形成し、展開部に入っていく。シューマンはここで対位法の研究の成果を3声のフガートとして結実させている。ヨアヒムとメンデルスゾーンはこのフガートにいたく感銘を受け、彼女をドイツ＝オーストリアの作曲家の一員として認めたという。すぐにフーガ様の書法を脇へ置いて主に基づく自由な展開が行われるが、最後はストレッタ風の掛け合いを経て再現部へ接続される。
譜例9
再現はト短調の第1主題、変ロ長調の第2主題と順に進行する。曲は高まったものを放出する劇的なコーダを経て、ト音を伸ばして幕切れとなる。